# Dolores Valdés Fernández
Pour les articles homonymes, voir Valdés et Fernández.
Valdés  Fernández est un nom espagnol. Le premier nom de famille, en général paternel, est Valdés ; le second, en général maternel, souvent omis, est Fernández.
Dolores Valdés Fernández, née le 14 novembre 1882 à Mieres, dans les Asturies, et morte dans cette même commune le 2 février 1967, est une militante socialiste et féministe espagnole.

## Biographie
Dolores Valdés Fernández naît dans le hameau de Sobrobio, dans la paroisse de Cuna, dans la commune de Mieres, dans les Asturies. 
Elle adhère au Parti socialiste ouvrier espagnol en 1909. 
Elle lutte pour les droits des femmes en Espagne.
Pendant la guerre d'Espagne, elle est incarcérée par les nationalistes dans plusieurs prisons espagnoles (dans les Asturies, à Barcelone, sur l'île de Majorque), notamment au Pays basque, à la prison centrale de Saturraran de Mutriku, où elle se lie avec l'institutrice galicienne Josefa García Segret. 
Elle décède le 2 février 1967 dans la commune de Mieres, dans les Asturies.